# Helicomyxa everhartioides
Helicomyxa everhartioides är en svampart som beskrevs av R. Kirschner & Chee J. Chen 2004. Helicomyxa everhartioides ingår i släktet Helicomyxa och familjen Hyaloriaceae.   Inga underarter finns listade i Catalogue of Life.